# Kreis Château-Salins
| Basisdaten                      | Basisdaten                  |
| ------------------------------- | --------------------------- |
| Bundesstaat                     | Reichsland Elsaß-Lothringen |
| Bezirk                          | Lothringen                  |
| Verwaltungssitz                 | Château-Salins              |
| Fläche                          | 976 km² (1910)              |
| Einwohner                       | 45.303 (1910)               |
| Bevölkerungsdichte              | 46 Einw./km² (1910)         |
| Gemeinden                       | 132 (1910)                  |
| Lage des Kreises Château-Salins |                             |
|                                 |                             |

Der Kreis Château-Salins (anfänglich Kreis Salzburg) war von 1871 bis 1920 ein Landkreis im Bezirk Lothringen des Reichslandes Elsaß-Lothringen. Von 1940 bis 1944 war er unter dem Namen Landkreis Salzburgen als Teil des im besetzten Frankreich errichteten CdZ-Gebiets Lothringen nochmals eingerichtet. Das Gebiet des Kreises liegt heute im Arrondissement Sarrebourg-Château-Salins des französischen Départements Moselle.

## Der Kreis Château-Salins im Deutschen Kaiserreich

### Verwaltungsgeschichte
Nachdem Elsaß-Lothringen durch den Frankfurter Friedensvertrag an das Deutsche Reich gefallen war, wurde 1871 aus dem bis dahin französischen Arrondissement Château-Salins der Kreis Salzburg gebildet. Der Kreisdirektor hatte seinen Sitz in der Stadt Château-Salins. Damit gehörte der Kreis Château-Salins zum Bezirk Lothringen im Reichsland Elsaß-Lothringen. Kurze Zeit später erhielten Kreis und Kreisstadt den französischen Namen Château-Salins zurück. Nach den Ergebnissen der Volkszählung vom 1. Dezember 1900 war der Kreis Château-Salins mit 69,7 % – neben dem Landkreis Metz mit 57,1 % – einer der zwei Kreise des Reichslandes Elsaß-Lothringen, in denen eine Mehrheit der Bevölkerung Französisch als Muttersprache angegeben hatte.
Nach dem Ende des Ersten Weltkrieges wurde der Kreis 1918 von Frankreich besetzt, kam am 17. Oktober 1919 unter französische Verwaltung und gehörte mit dem Inkrafttreten des Versailler Vertrages am 10. Januar 1920 wieder als Arrondissement Château-Salins dem französischen Staat an.

### Kreisdirektoren
Die Landräte im Reichsland trugen die Amtsbezeichnung Kreisdirektor.
1871–187200Lambert Rospatt
1872–188000Sigismund von Kramer
1880–188200Karl Hack
1882–188600German Killinger
1886–189100Sengenwald
1891–189600Emil Kayser
1896–189700Eduard Knüppel
1897–190100Max Menny
1901–190300Freiherr von Türcke
1903–191200Georg Mahl
1913–191800Back

### Kommunalverfassung
Zunächst galt auch zu deutscher Zeit das französische Gesetz vom 18. Juli 1837 über die Gemeindeverwaltung weiter. Zum 1. April 1896 wurde aber die bisherige Kommunalverfassung abgelöst und die neue Gemeindeordnung für Elsaß-Lothringen vom 6. Juni 1895 eingeführt. Sie galt für alle Gemeinden und unterschied nicht zwischen solchen mit ländlicher oder städtischer Verfassung.

### Einwohnerentwicklung
| Einwohner            | 1871   | 1890   | 1900   | 1910   |
| -------------------- | ------ | ------ | ------ | ------ |
| Kreis Château-Salins | 52.774 | 48.956 | 46.894 | 45.303 |

Gemeinden mit mehr als 1000 Einwohnern (Stand 1910):
| Château-Salins | 2402 |
| Dieuze         | 5852 |
| Vic-sur-Seille | 1761 |

### Gemeinden
Im Jahre 1910 umfasste der Kreis Château-Salins 132 Gemeinden. Durch kaiserliche Verordnung vom 2. September 1915 erhielten 79 Gemeinden einen amtlichen deutschen Namen, wobei meist auf historische Namensformen oder Übersetzungen zurückgegriffen wurde. Diese sind in Klammern gesetzt.
| - Aboncourt (Abenhofen) - Ajoncourt (Analdshofen) - Alaincourt (Allenhofen) - Albesdorf - Amelécourt (Almerichshofen) - Attilloncourt (Edelinghofen) - Aulnois (Erlen) - Bacourt (Badenhofen) - Baudrecourt (Baldershofen) - Bensdorf - Bermeringen - Bessingen - Biedesdorf - Bioncourt (Bionshofen) - Böllingen - Bourdonnay (Bortenach) - Bréhain (Bruchheim) - Burgaltdorf - Burlioncourt (Burlingshofen) - Chambrey (Kambrich) - Château-Bréhain (Bruch-Kastel) - Château-Salins - Chenois (Eichendorf) - Chicourt (Diexingen) - Conthil - Coutures (Kolters) - Craincourt (Kranhofen) - Dalheim - Dédeling (Dedlingen) - Delme (Delm) - Dieuze (Duß) - Dommenheim - Donjeux (Domningen) | - Donnelay (Dunningen) - Dorsweiler - Dürkastel - Eschen - Fonteny (Fonteningen) - Fossieux (Fossingen) - Freialtdorf - Frémery (Fremerchen) - Fresnes-en-Saulnois (Eschen am Wald) - Gebesdorf - Gebling - Geinslingen - Geistkirch - Genesdorf - Gerbécourt (Gerbertshofen) - Gisselfingen - Givrycourt (Hampat) - Grémecey (Gremsich) - Güblingen - Habudingen - Hampont (Hudingen) - Hannocourt (Handorf) - Harraucourt an der Seille (Haraldshofen) - Hunkirch - Insmingen - Insweiler - Jallaucourt (Gellshofen) - Juville (Juweiler) - Kerprich bei Dieuze (Kerprich bei Duß) - Kleinbessingen - Kuttingen - Lagarde (Gerden) - Laneuveville-en-Saulnois (Neuheim i. Loth.) | - Lauterfingen - Leiningen - Lemoncourt (Lemhofen) - Lesse (Lesch) - Ley - Lezey (Litzingen) - Liedersingen - Linderchen - Lindre-Basse (Unterlinder) - Lindre-Haute (Oberlinder) - Liocourt (Linhofen) - Lohr - Losdorf - Lubécourt (Lubenhofen) - Lucy (Lixingen) - Maizières (Machern bei Wich) - Malaucourt (Mallhofen) - Manhoué (Manwald) - Marimont (Morsberg) - Marsal (Salzmar) - Marthil - Molringen - Moncourt (Monhofen i. Loth.) - Montdidier (Didersberg) - Morville an der Nied (Morsweiler an der Nied) - Morville bei Vic (Morsheim) - Moyenvic (Medewich) - Mulcey (Milzingen) - Münster - Nebing (Nebingen) - Neufvillage (Neudörfel) - Obreck - Ommeray (Ommerich) | - Oriocourt (Orhofen) - Oron (Orn) - Pettoncourt (Pettenhofen) - Pewingen - Prévocourt (Probsthofen) - Puttigny (Püttingen) - Puzieux (Püschingen) - Reich - Reiningen - Rodalben - Rohrbach - Salonnes (Salzdorf) - Saint Epvre (Sankt Erffert) - Saint Médard - Sotzeling - Tarquinpol (Taichenphul) - Tincry (Dinkrich) - Vahl - Vannecourt (Warnhofen) - Vaxy (Wastingen) - Vergaville (Wirtsdorf) - Vic (Wich) - Villers an der Nied (Niedweiler) - Viviers (Weiher) - Weißkirchen - Wiebersweiler - Wirmingen - Wittersburg - Wuisse (Wiß) - Xanrey (Schenris) - Xocourt (Schollhofen) - Zarbeling (Sarbelingen) - Zemmingen |

## Der Landkreis Salzburgen im Zweiten Weltkrieg

### Geschichte
Im Zweiten Weltkrieg stand Elsaß-Lothringen von 1940 bis 1944 unter deutscher Besatzung. Während dieser Zeit bildete das Gebiet des Arrondissements Château-Salins zunächst den Landkreis Salzburg. Zu seiner Verwaltung wurde ein deutscher Landkommissar in Château-Salins eingesetzt. Das Kreisgebiet wurde nicht im völkerrechtlichen Sinne annektiert, sondern war Teil des CdZ-Gebiets Lothringen, das dem Gauleiter für den Gau Saarpfalz (ab 1942 Westmark) in Saarbrücken unterstellt. Zur Unterscheidung vom gleichnamigen Landkreis im Reichsgau Salzburg wurde der Kreisname am 25. Januar 1941 in Landkreis Salzburgen geändert. Zum 1. April 1941 wurden die Kreisgrenzen geringfügig geändert. Die beiden Gemeinden Eschen bei Mörchingen und Pewingen wurden in den Landkreis Sankt Avold umgegliedert und die Gemeinde Nellingen wurde aus dem Landkreis Saargemünd in den Landkreis Salzburgen umgegliedert. Vom gleichen Zeitpunkt an wurde der Verwaltungschef wie im Deutschen Reich als Landrat bezeichnet. Zwischen 1940 und 1943 waren folgende Landräte eingesetzt:

#### Landkommissar
1940–999900Wagner (kommissarisch)

#### Landräte
1940–999900Wagner
1940–194100Theo Gauweiler (1909–1942)
1942–999900Leonhard Lorschneider (kommissarisch)
1942–194300Friedrich Kipp
Zwischen November und Dezember 1944 wurde das Kreisgebiet durch alliierte Streitkräfte zurückerobert und an Frankreich zurückgegeben. Von Frankreich wurden wieder das Vorkriegs-Arrondissement Château-Salins eingerichtet.

### Kommunalverfassung
Ab 1. Januar 1941 galt für alle Gemeinden im Landkreis die Deutsche Gemeindeordnung vom 30. Januar 1935.
Hierzu erging am 1. Februar 1941 eine Durchführungsverordnung, wonach aus mehreren Gemeinden Gemeinschaftliche Bürgermeistereien gebildet werden konnten. Am 1. April 1941 wurde die Kreisordnung für Lothringen vom 25. März 1941 eingeführt, wonach unter anderem die bisherigen Kantone aufgelöst wurden.
Das Kreisgebiet war zuletzt in die Städte Duß, Salzburgen, Salzmar und Wich und 17 weitere Gemeinden gegliedert. Diese Gemeinden bildeten – je nach Größe – eigene Ortspolizeibezirke oder waren zu Gemeinschaftlichen Bürgermeistereien zusammengefasst.

### Eindeutschung von Ortsnamen
Nach dem 2. August 1940 wurden die 1918 gültigen amtlichen deutschen Ortsnamen zunächst wieder eingeführt. Am 25. Januar 1941 wurde für alle Ortsnamen „endgültig“ eine deutsche Fassung festgelegt, die teilweise von der im Jahre 1918 abwich, z. B.:
- Château-Salins: 1918: Château-Salins, 1941: Salzburgen
- Conthil: 1918: Conthil, 1941: Kontich
- Dalhain: 1918: Dalheim, 1941: Dalheim (Westmark)
- Delme: 1918: Delm, 1941: Delmen
- Francaltroff: 1918: Altdorf (Freialtdorf), 1941: Freialtdorf
- Lagarde: 1918: Gerden, 1941: Lagarde
- Lucy: 1918: Lixingen, 1941: Lixingen bei Delmen